# Kék kopó
A Kék kopó (eredeti cím: The Last of the Finest) 1990-es amerikai bűnügyi film, amelyet John Mackenzie rendezett. A forgatókönyvet Jere Cunningham, Thomas Lee Wright és George Armitage készítették. A főbb szerepekben Brian Dennehy, Joe Pantoliano, Jeff Fahey és Bill Paxton. 1990. március 9-én mutatták be az Egyesült Államokban. Magyarországon videokazettán jelent meg 1994. február 24-én.

## Cselekmény
A munkamániás Frank Daly vezeti a Los Angeles-i rendőrség kábítószer-ellenes osztályának különleges egységét. Egysége kábítószer-kereskedelem és pénzmosás miatt nyomoz Anthony Reece és szervezete ellen. Amikor egy akció során két rendőr meghal, egy hentesüzlet részben lángba borul, és a gyanúsítottaknak sikerül elmenekülniük, a rendőröket felfüggesztik. A négy rendőr ezután beadja lemondását, és egyedül folytatják a nyomozást, hogy kiderüljön, egy kormányhivatal is érintett a drogügyletekben. A pénzből Közép-Amerikába irányuló fegyverszállítmányokat finanszíroznak.
Egy autós üldözés során társukat, Howard Jonest az üldöző gengszter egy vasrúddal halálosan megsebesíti egy sötét parkban, és belehal a sérüléseibe. A volt rendőrök megtudják, hogy a mólón nagy mennyiségű tisztára mosott pénz fog gazdát cserélni. Sikerül a pénz a birtokukba jutniuk, és 22,5 millió amerikai dollártól szabadítják meg a drogdílereket. Mivel nem regisztrált bankjegyekről van szó, nagy a kísértés, hogy ne adják át a pénzt a rendőrségnek, főleg, hogy négyen már lemondtak az aktív rendőri szolgálatról. Hogy időt nyerjenek, és eldöntsék, mihez kezdjenek a váratlan gazdagsággal, a pénzt egy pöcegödörbe rejtik, amelyet a férfiak egy baseballstadion építése közben ástak ki a környékbeli gyerekek számára.
Amikor egy ismeretlen támadó megfenyegeti Frank Daly családját a saját otthonában, a volt rendőrök feleségükkel és gyermekeikkel egy, a kormány által kisajátított ipari épületbe menekülnek. Ott elhatározzák, hogy nem adják át a pénzt a kormánynak, hanem visszaadják a tulajdonosnak, Norringernek, hogy az többé ne fenyegesse a családjukat. Kieszelnek egy tervet, hogy személyesen csalják rá Norringert a nagy összeg átadására. Az épülő baseballstadion pályáján csata alakul ki, amelyben a volt rendőröknek sikerül felülkerekedniük a csalókon, és megölik őket. Végül Howard Jonest ünnepélyesen eltemetik, és felavatják a neki szentelt, az ellopott pénzből finanszírozott baseballstadiont.

## Szereplők
| Szerep              | Színész             | Magyar hang               | Magyar hang               |
| Szerep              | Színész             | 1. magyar változat (1994) | 2. magyar változat (2017) |
| ------------------- | ------------------- | ------------------------- | ------------------------- |
| Frank Daly          | Brian Dennehy       | Kránitz Lajos             | Bognár Tamás              |
| Wayne Gross         | Joe Pantoliano      | Katona Zoltán             | Fekete Zoltán             |
| Ricky Rodriguez     | Jeff Fahey          | Felföldi László           | Varga Rókus               |
| Howard "Hojo" Jones | Bill Paxton         | Alföldi Róbert            | Kisfalusi Lehel           |
| Linda Daly          | Deborra-Lee Furness | Jani Ildikó               | Solecki Janka             |
| R. J. Norringer     | Guy Boyd            | Faragó József             | Tokaji Csaba              |
| Joe Torres kapitány | Henry Darrow        | Koroknay Géza             | Kőszegi Csaba             |
| Harriet Gross       | Lisa Jane Persky    | Ősi Ildikó                | Pap Katalin               |
| Anthony Reece       | Michael C. Gwynne   | Galambos József           | Rosta Sándor              |
| Eddie               | Xander Berkeley     |                           |                           |
| Lauren Calvert      | J. Kenneth Campbell |                           |                           |
| Tommy Grogan        | John Finnegan       | Simon György              | Orosz István              |
| Anita               | Michele Little      | Biró Anikó                | Sipos Eszter Anna         |

## Fogadtatás

### Kritikai visszhang
A Rotten Tomatoeson nem gyűlt össze elég kritika az értékeléshez. Owen Gleiberman az Entertainment Weekly-től azt írta: „Jelenetről jelenetre a Kék kopó talán a valaha készült legunalmasabb thriller... nem érdemli meg, hogy helyet foglaljon a videotékák polcain, nemhogy a mozivásznon.” Janet Maslin a New York Timestól azt írta: „Bár Juan Ruiz-Anchia operatőrnek túl sok energiáját kell különböző tűzijátékok forgatására fordítania, a Kék kopó mégis éles, tiszta képet ad. A történet gonosz drogkereskedő iparmágnásának hegytetőn lévő tanyája egyike a számos jól fényképezett, jól megválasztott helyszínnek.” Kevin Thomas a Los Angeles Timestól azt írta: „Bár a Kék kopó első osztályú forgatókönyvvel és szereposztással rendelkezik [...], John Mackenzie magabiztos, lendületes és buja rendezése az, ami az egészet működőképessé teszi.”

### Bevétel adatai
A Box Office Mojo szerint a film 1,5 millió dolláros bevételt ért el, a költségvetésről nincs adat.